# Copernicia molineti
Copernicia molineti är en enhjärtbladig växtart som beskrevs av Leon. Copernicia molineti ingår i släktet Copernicia och familjen Arecaceae.
Artens utbredningsområde är Kuba. Inga underarter finns listade i Catalogue of Life.